# Xian autonome yi et miao de Luquan
Pour les articles homonymes, voir Luquan.
Le xian autonome yi et miao de Luquan (禄劝彝族苗族自治县 ; pinyin : Lùquàn yízú miáozú Zìzhìxiàn) est un district administratif de la province du Yunnan en Chine. Il est placé sous la juridiction de la ville-préfecture de Kunming.

## Démographie
La population du district était de 449 785 habitants en 1999.La population du district était de 396 404 habitants en 2010.